# Wladimir Nikolajewitsch Lamsdorf

Wladimir Lamsdorf (um 1900)

Graf Wladimir Nikolajewitsch Lamsdorf (russisch Влади́мир Никола́евич Ла́мсдорф/Wladimir Nikolajewitsch Lamsdorf, * 25. Dezember 1844jul. / 6. Januar 1845greg. in Sankt Petersburg; † 6. Märzjul. / 19. März 1907greg. in San Remo) war ein russischer Diplomat und Staatsmann deutschbaltischer Abstammung. Von 1900 bis 1906 war er Außenminister des Russischen Reiches.

## Leben
Lamsdorf war Absolvent des Lyzeum Zarskoje Selo und der juristischen Fakultät der Universität von Sankt Petersburg, als er 1866 in den diplomatischen Dienst Russlands (Außenministerium) trat, an dem er 1875 zum 1. Sekretär und schließlich zum Ministerialrat befördert wurde. Er war Mitglied der russischen Delegation beim Berliner Kongress, nahm an den Verhandlungen zum Dreikaiserbund teil, war an den Verhandlungen zur letztmaligen Bestätigung 1884 in Skierniewice des Bündnisses beteiligt und 1886 in der russischen Delegation bei der Begegnung von Zar Alexander III. und Kaiser Franz Joseph von Österreich. 1897 wurde er stellvertretender Außenminister und 1899 zudem Stabschef des Äußeren, zudem leitete er 1899 die russische Delegation bei der ersten Haager Friedenskonferenz. 
Lamsdorf wurde im Dezember 1900 Außenminister, in den ersten Jahren seiner Amtszeit konzentrierte er sich auf den Balkan, obwohl er mit den Slawen auf dem Balkan sympathisierte, versuchte er, den Zusammenbruch des Osmanischen Reichs aus strategischen Erwägungen zu verhindern. In seine Amtszeit fiel jedoch auch der Russisch-Japanische Krieg und die Russische Revolution 1905. Lamsdorf dankte 1906 ab.

## Namensschreibung
Wladimir Lamsdorf schreibt sich im Russischen wie auch im Deutschen anders als die deutschbaltische Linie der Familie Lambsdorff, ohne b und mit nur einem f.